# 2月9日
2月9日（にがつここのか）は、グレゴリオ暦で年始から40日目にあたり、年末まであと325日（閏年では326日）ある。

## できごと
- 474年 - レオ2世が東ローマ皇帝に即位。レオ2世の父ゼノンも共同皇帝として即位した。
- 1588年（天正16年1月13日） - 室町幕府最後の将軍足利義昭が官職を辞して准三宮の待遇を受ける（この日をもって室町幕府が滅亡したとする説もある）。
- 1598年（慶長3年1月4日） - 慶長の役・蔚山城の戦い（一次）:蔚山城で籠城中の加藤清正・浅野幸長らが、明・朝鮮軍による最後の攻撃を撃退。撤退を開始した明・朝鮮軍を援軍の毛利秀元らが追撃する。
- 1621年 - グレゴリウス15世がパウロ5世の跡を継いでローマ教皇に即位。
- 1801年（寛政12年12月26日） - 伊能忠敬が日本初の実測地図とされる、蝦夷南東海岸と奥州街道の略地図を江戸幕府に上呈する。
- 1825年 - 1824年アメリカ合衆国大統領選挙: 選挙結果のもつれこみにより最終的にアメリカ合衆国下院でジョン・クィンシー・アダムズが大統領に選出。
- 1849年 - ローマ共和国が建国。
- 1860年（安政7年1月18日） - 日米修好通商条約批准書交換のため新見正興を正使とする遣米使節団が浦賀を出港。
- 1861年 - 南北戦争: ジェファーソン・デイヴィスがアメリカ連合国の暫定大統領に指名。
- 1870年 - アメリカ国立気象局が創設。
- 1893年 - ジュゼッペ・ヴェルディの歌劇『ファルスタッフ』がミラノで初演[1]。
- 1895年 - アメリカ合衆国の体育教師・ウィリアム・G・モーガンがバレーボールを考案[2]。
- 1900年 - ドワイト・デービスらハーバード大学テニスクラブのメンバーがインターナショナル・ローンテニス・チャレンジ（後のデビスカップ）を創設。
- 1920年 - スヴァールバル条約締結。
- 1931年 - 兵庫県神戸港付近で尼崎汽船の「菊水丸（トン数不詳）」とフランスの汽船（船名不詳）が衝突。両船が沈没して28人が死亡[3]。
- 1932年 - 井上準之助前蔵相が失政を問われて血盟団員・小沼正により射殺される。（血盟団事件）
- 1934年 - トルコ・ギリシア・ルーマニア・ユーゴスラビアの4国によるバルカン協商（英語版）が成立。
- 1936年 - 名古屋・鳴海球場で日本初のプロ野球試合・巨人対金鯱が開催[4][5]。
- 1950年 - ジョセフ・マッカーシー米上院議員が国務省に共産党員が在籍していると演説。（マッカーシズム）
- 1951年 - 日本青年会議所設立。
- 1960年 - ジョアン・ウッドワードがハリウッド・ウォーク・オブ・フェーム（ハリウッド名声の歩道）認定第1号となる。
- 1964年 - ビートルズが『エド・サリヴァン・ショー』に初出演。
- 1967年 - インドネシア国会がスカルノ大統領の解任を決議。
- 1969年 - ボーイング747（ジャンボジェット）が初飛行[6]。
- 1971年 - アポロ14号が地球に帰還。
- 1972年 - ポール・マッカートニーらが結成したバンド「ウイングス」が初公演。
- 1975年 - ソユーズ17号が地球に帰還。宇宙滞在時間の最長記録を29日間に更新。
- 1980年 - 元尾道市長夫妻殺害事件: 広島県尾道市の前市長・佐藤勲（当時55歳）が、市内の自宅で妻（当時45歳）とともに殺害される。事件発生から15年後の1995年2月に公訴時効が成立、未解決事件となった。
- 1982年 - 日本航空350便墜落事故。機長が飛行機のエンジンを逆噴射させ、機体は羽田空港沖に墜落。乗員・乗客174人中24人が死亡。機長は業務上過失致死傷容疑で逮捕されたが、心神喪失として不起訴処分になった。
- 1986年 - ハレー彗星が1910年11月30日以来最接近。。
- 1987年 - 2年前に民営化したNTT株が株式公開。2か月後に史上最高値の318万円まで高騰。
- 1988年 - 富山・長野連続女性誘拐殺人事件（1980年発生）で殺人罪などに問われた被告人の男女2人の第一審判決公判。富山地裁は、2人のうち女1人の単独犯と認定し、女に死刑（求刑：同）を言い渡した一方、共謀共同正犯として無期懲役を求刑された男性被告人に関しては「犯行に関与していない」として無罪を言い渡した[7][8]。
- 1991年 - 福井県の関西電力美浜原子力発電所で原子炉が自動停止する事故が発生。
- 1991年 - リトアニアで独立の是非を問う国民投票が実施され、賛成票が9割を上回る。
- 1994年 - 高橋久子元労働省婦人少年局長が、史上初の女性最高裁判事に就任。
- 1996年 - コペルニシウムの発生がドイツで初めて確認される。
- 2001年 - えひめ丸事故。ハワイ沖で愛媛県立宇和島水産高等学校の実習船「えひめ丸」が米海軍の原子力潜水艦グリーンヴィルと衝突して沈没、9人が行方不明に。（現地時間。日本時間では翌日）
- 2009年 - 中央電視台電視文化センター火災。
- 2014年 - 2014年東京都知事選挙の投開票が行われ、舛添要一が当選[9]。
- 2017年 - 朝日新聞が森友事件の第一報を報じる[10]。
- 2017年 - 英中央銀行イングランド銀行が、三菱東京UFJ銀行と三菱UFJ証券ホールディングスの欧州法人に対し、計37億円強の罰金を科すと発表[11]。
- 2018年 - 平昌オリンピックが開幕[12]。
- 2020年 - フィギュアスケート四大陸選手権で、羽生結弦が初優勝。この優勝で羽生は、ジュニアの世界タイトル、シニアの世界選手権、五輪金メダル、グランプリファイナル、大陸選手権をすべて制する「スーパースラム」を、男子選手で初めて達成した[13]。
- 2023年 - 警視庁が、無許可で臓器移植を斡旋したとして、NPO法人「難病患者支援の会」の理事を臓器移植法違反（無許可あっせん）の疑いで逮捕したと発表[14]。
- 2025年 - バルト三国がロシアと繋いでいた電力網を遮断し、ヨーロッパ大陸の電力網に接続する。
- 2025年 - ドナルド・トランプ大統領がコスト削減を理由に1セント硬貨の新規製造中止を指示する。

## 誕生日

文豪夏目漱石誕生（1867年（旧暦慶応3年1月5日）

- 1543年（天文12年1月6日） - 顕如、本願寺第11世門主（+ 1592年）
- 1631年（寛永8年1月9日） - 土井利長、西尾藩主（+ 1696年）
- 1689年（元禄2年1月20日） - 戸田忠余、宇都宮藩主（+ 1746年）
- 1705年（宝永2年1月16日） - 伊達村年、宇和島藩主（+ 1735年）
- 1743年（寛保8年1月15日） - 松平頼前、常陸府中藩主（+ 1824年）
- 1773年 - ウィリアム・ヘンリー・ハリソン、第9代アメリカ合衆国大統領（+ 1841年）
- 1775年 - ボーヤイ・ファルカシュ、数学者、詩人（+ 1856年）
- 1788年（天明8年1月3日） - 松平斉孝、津山藩主（+ 1838年）
- 1797年（寛政9年1月13日） - 細川斉樹、熊本藩主（+ 1826年）
- 1829年（文政12年1月6日） - 仮名垣魯文、戯作者、新聞記者（+ 1894年）
- 1830年 - アブデュルアズィズ、オスマン帝国第32代皇帝（+ 1876年）
- 1837年（天保8年1月5日） - 佐竹義諶、岩崎藩主（+ 1870年）
- 1845年 - 馬建忠、思想家、外交官、言語学者（+ 1900年）
- 1859年（安政6年1月7日） - 秋山好古、軍人、秋山真之の兄（+ 1930年）
- 1867年（慶応3年1月5日） - 夏目漱石、小説家、英文学者（+ 1916年）
- 1874年 - フセヴォロド・メイエルホリド、演出家、俳優（+ 1940年）
- 1874年 - エイミー・ローウェル、詩人（+ 1925年）
- 1876年 - マルティン・スティクスルート、フィギュアスケート選手（+ 1964年）
- 1879年 - ジャック・バンヴィル、アクション・フランセーズ指導者
- 1885年 - アルバン・ベルク、作曲家（+ 1935年）
- 1887年 - 土田麦僊、日本画家（+ 1936年）
- 1887年 - ヘイニー・ジマーマン、元プロ野球選手（+ 1969年）
- 1889年 - 谷正之、外交官（+ 1962年）
- 1891年 - ロナルド・コールマン、俳優（+ 1958年）
- 1894年 - 香山蕃、ラグビー指導者、日本ラグビーフットボール協会第3代会長、ラグビー日本代表初代監督（+1969年）
- 1896年 - 赤木桁平、評論家、政治家（+ 1949年）
- 1898年 - ヘレーネ・エンゲルマン、フィギュアスケート選手（+ 1985年）
- 1898年 - 八木重吉、詩人（+ 1927年）
- 1909年 - ディーン・ラスク、政治家（+ 1994年）
- 1910年 - ジャック・モノー、分子生物学者（+ 1976年）
- 1910年 - ヴォルフ・フォン・エンゲルハート、地質学者、鉱物学者（+ 2008年）
- 1912年 - 双葉山定次、大相撲第35代横綱、第3代日本相撲協会理事長、年寄12代時津風（+ 1968年）
- 1913年 - 市川春代、女優（+ 2004年）
- 1913年 - 加賀邦男、俳優（+ 2002年）
- 1920年 - 鬼頭政一、元プロ野球選手（+ 2008年）
- 1921年 - 庄野潤三、作家（+ 2009年）
- 1921年 - コンスタンス・キーン、ピアニスト、音楽教師（+ 2005年）
- 1925年 - 森本信男、地球科学者（+ 2010年）
- 1925年 - 常ノ山勝正、元大相撲力士（+ 1987年）
- 1927年 - 織本順吉、俳優（+ 2019年）
- 1928年 - リヌス・ミケルス、元サッカー選手、監督（+ 2005年）
- 1928年 - フランク・フラゼッタ、イラストレーター（+ 2010年）
- 1930年 - ハナ肇、俳優、コメディアン、ドラマー（+ 1993年）
- 1931年 - トーマス・ベルンハルト、小説家（+ 1989年）
- 1931年 - ロバート・モリス、現代美術家（+ 2018年）
- 1931年 - ヨゼフ・マソプスト、サッカー選手、監督（+ 2015年）
- 1932年 - 広岡達朗、元プロ野球選手、元プロ野球監督、元GM
- 1932年 - 高橋康也、英文学者（+2002年）
- 1932年 - ゲルハルト・リヒター、画家
- 1933年 - 沢田敬也、英語学者
- 1934年 - 有賀秀子、農芸化学者（+2024年）
- 1934年 - 山田知、政治家（+ 2011年）
- 1934年 - 千之赫子、女優（+ 1985年）
- 1936年 - 上原英治、実業家
- 1936年 - 三林清二、元プロ野球選手（+ 2021年）
- 1937年 - クリート・ボイヤー、元プロ野球選手（+ 2007年）
- 1937年 - 平田弘史、漫画家（+ 2021年）
- 1938年 - 道家豊、元フィギュアスケート選手
- 1938年 - ジャミラ・ブーパシャ、アルジェリアの独立運動家
- 1939年 - 式場壮吉、実業家、元レーシングドライバー（+2016年）
- 1939年 - 松下忠洋、政治家、官僚（+2012年）
- 1939年 - 前田川克郎、元大相撲力士（+ 1998年）
- 1940年 - ジョン・クッツェー、小説家、2003年ノーベル文学賞受賞者
- 1940年 - ブライアン・ベネット、ミュージシャン、作曲家
- 1942年 - キャロル・キング、シンガーソングライター
- 1943年 - 大塚宗春、会計学者、早稲田大学名誉教授、元会計検査院長
- 1943年 - 松岡功祐、元プロ野球選手
- 1943年 - ジョセフ・E・スティグリッツ、経済学者
- 1943年 - ジョー・ペシ、俳優
- 1944年 - 阿羅健一、作家
- 1944年 - 山田勝国、元プロ野球選手
- 1944年 - アリス・ウォーカー、小説家
- 1945年 - 斎藤英男、実業家
- 1945年 - ミア・ファロー、女優
- 1945年 - 大隅良典、生物学者
- 1946年 - 神野直彦、経済学者、東京大学名誉教授
- 1946年 - 津山洋子、演歌歌手
- 1947年 - 池田道孝、政治家
- 1947年 - 池島和彦、元プロ野球選手
- 1948年 - 近藤信司、官僚、元文化庁長官
- 1948年 - 富士櫻栄守、元大相撲力士
- 1949年 - 荒木しげる、俳優、ドラマー（+ 2012年）
- 1950年 - 伊集院静、小説家（+ 2023年）
- 1950年 - 大滝信孝、元プロ野球選手
- 1951年 - あだち充、漫画家
- 1951年 - 名高達男、俳優
- 1952年 - 真野響子、女優
- 1952年 - 土屋品子、政治家
- 1952年 - 前田新作、プロゴルファー
- 1953年 - キアラン・ハインズ、俳優
- 1954年 - 平田薫、元プロ野球選手
- 1954年 - 谷川治恵、将棋棋士
- 1954年 - クリス・ガードナー、実業家
- 1956年 - ムーキー・ウィルソン、元プロ野球選手
- 1957年 - ラモス瑠偉、元プロサッカー選手、指導者
- 1958年 - 堀井憲一郎、コラムニスト
- 1958年 - 愛染恭子、女優
- 1958年 - 稲津久、政治家
- 1959年 - 丸山和範、作曲家、編曲家、ピアニスト
- 1959年 - 宮城聰、演出家
- 1960年 - 石川優吾、漫画家
- 1960年 - 楠瀬誠志郎、シンガーソングライター
- 1961年 - さそうあきら、漫画家
- 1962年 - 藤本匠、騎手
- 1963年 - 木村祐一、お笑いタレント
- 1963年 - ブライアン・グリーン、物理学者
- 1964年 - 野崎京子、化学者
- 1965年 - 雲野右子、フリーアナウンサー
- 1965年 - クリスチャン・シェンク、陸上競技選手
- 1966年 - うるし原智志、アニメーター、漫画家
- 1966年 - 高橋邦典、写真家
- 1967年 - 村上聡美、女優
- 1967年 - 寺澤有、ジャーナリスト
- 1968年 - 小山裕香、声優、タレント、ナレーター
- 1968年 - 石井英明、俳優、声優
- 1968年 - 江端英久、俳優、声優
- 1968年 - 山川吉樹、アニメ監督
- 1968年 - 野田浩司、元プロ野球選手
- 1968年 - 山田勉、元プロ野球選手
- 1968年 - ロバート・エーンホーン、元プロ野球選手
- 1969年 - 上泉雄一、毎日放送アナウンサー
- 1969年 - KAORU、元プロレスラー
- 1970年 - 増田英彦、漫才師（ますだおかだ）
- 1970年 - マッコイ斎藤、演出家
- 1970年 - 中村亘利、音楽家（元CHA-CHA）
- 1970年 - 阿部裕幸、総合格闘家
- 1971年 - 古海裕子、声優
- 1971年 - なすじん、ミュージシャン
- 1971年 - 今関勝、元プロ野球選手
- 1972年 - 遠藤竜也、ニッポン放送ディレクター
- 1972年 - 深野悦子、元サッカー審判員
- 1973年 - 谷佳知、元プロ野球選手
- 1973年 - 西本麻里、キーボーディスト（MANISH）
- 1973年 - 増田ゆき、声優
- 1973年 - 新海誠、映画監督、アニメーション作家
- 1973年 - 松本剛彦、アニメ監督
- 1973年 - 角田利之、作曲家
- 1974年 - 佐々木孫悟空、お笑い芸人
- 1974年 - アンバー・ヴァレッタ、スーパーモデル
- 1975年 - 藤重政孝、歌手
- 1975年 - DELI、MC（NITRO MICROPHONE UNDERGROUND）
- 1975年 - 小田美智子、声優
- 1975年 - 安藤正勝、卓球選手
- 1975年 - ヴラディミール・ゲレーロ、元プロ野球選手
- 1976年 - 関口幸三、柔道選手
- 1976年 - 高須洋介、元プロ野球選手
- 1976年 - LYOKI、ファッションモデル
- 1977年 - 田中美里、女優、声優
- 1977年 - 張玉峰、元野球選手
- 1978年 - 武士沢友治、騎手
- 1979年 - 安西ひろこ、タレント
- 1979年 - 春日俊彰、お笑い芸人（オードリー）
- 1979年 - 大野由加里、司会者、タレント、女優
- 1979年 - 降谷建志、歌手（Dragon Ash）
- 1979年 - REN、ファッションモデル
- 1979年 - 秋山真一郎、騎手
- 1979年 - 藤井靖、心理学者
- 1979年 - 岩村明憲、元プロ野球選手
- 1979年 - チャン・ツィイー、女優
- 1979年 - イリーナ・スルツカヤ、フィギュアスケート選手
- 1980年 - 松岡依都美、女優
- 1980年 - 金澤ダイスケ、ミュージシャン、キーボード奏者（フジファブリック）
- 1980年 - 黒田美樹、元女優
- 1980年 - 金東聖、元ショートトラックスピードスケート選手
- 1980年 - アンゲロス・ハリステアス、サッカー選手
- 1981年 - 関本大介、プロレスラー
- 1981年 - 知念里奈、歌手
- 1982年 - 西村宜隆、ゲームクリエイター
- 1982年 - 鈴木亜美、歌手
- 1983年 - 英玲奈、モデル
- 1983年 - 高橋大作、報道記者、元アナウンサー
- 1983年 - 東京ウタカルタ、ミュージシャン、元お笑い芸人（元THE CHERRY COKE$）
- 1984年 - IVAN、ファッションモデル、ミュージシャン、タレント
- 1984年 - 牧野紗弥、ファッションモデル
- 1984年 - 佐藤明子（英語版）、射撃競技選手
- 1984年 - 松鳳山裕也、元大相撲力士
- 1984年 - ハンネ・ヴァトネ、シンガーソングライター
- 1984年 - ディオナー・ナバーロ、プロ野球選手
- 1984年 - アンナ・ユルキェビッチ、フィギュアスケート選手
- 1985年 - 元木あき、グラビアアイドル
- 1985年 - 小林憲幸、元プロ野球選手
- 1985年 - 深谷愛、元タレント、グラビアアイドル
- 1985年 - デヴィッド・ギャラガー、俳優
- 1985年 - レアンドロ・グリミ、サッカー選手
- 1987年 - 山岸舞彩、元ファッションモデル、元タレント、元フリーアナウンサー
- 1987年 - 戸田れい、グラビアアイドル、女優
- 1987年 - ローズ・レスリー、女優
- 1987年 - 西村ヒロチョ、お笑い芸人
- 1987年 - 山本優希、タレント、ファッションモデル
- 1987年 - マイケル・B・ジョーダン、俳優、映画監督
- 1988年 - 鏡桜南二、大相撲力士
- 1988年 - T-岡田、元プロ野球選手
- 1988年 - 大浦千佳、女優
- 1988年 - ソア、アイドル（Brave Girls）
- 1989年 - 河崎愛美、作家
- 1989年 - 水谷望愛、元タレント、モデル、レースクイーン
- 1989年 - 高橋駿太、サッカー選手
- 1989年 - 佐田淳、俳優
- 1989年 - ジェイク・スモリンスキー、元プロ野球選手
- 1990年 - 奥山敬人、声優
- 1990年 - アントニー、お笑い芸人（マテンロウ）
- 1990年 - フョードル・スモロフ、サッカー選手
- 1992年 - 中上貴晶、モーターサイクル・ロードレースライダー
- 1992年 - 北園涼、俳優
- 1993年 - 遠藤航、サッカー選手
- 1993年 - 和田篤紀、サッカー選手
- 1993年 - 滝口成美、歌手、ファッションモデル、タレント
- 1993年 - ニクラス・フュルクルク、サッカー選手
- 1994年 - 大山桃子、元ファッションモデル
- 1994年 - 宮坂亜里沙、元ファッションモデル
- 1995年 - 守山玲愛、女優
- 1995年 - 佐藤梨那、日本テレビアナウンサー
- 1995年 - 若松佑弥、総合格闘家
- 1995年 - ジャニー、歌手（NCT）
- 1995年 - 文慶建、サッカー選手
- 1996年 - ジミー・ベネット、俳優
- 1996年 - 金熊斌、プロ野球選手
- 1997年 - Capchii、音楽家、ボカロP
- 1998年 - 井上ほの花、声優
- 1998年 - 三輪裕子、野球選手
- 1999年 - 小田彩加、アイドル（元HKT48）
- 1999年 - 山田菜々美、元アイドル（元AKB48）
- 2000年 - 安居海渡、サッカー選手
- 2001年 - 斎藤新、騎手
- 2001年 - 阿部芽唯、元アイドル（元AKB48）
- 2002年 - 中村輪夢、プロBMXライダー
- 2003年 - 佐藤爽、プロ野球選手
- 2003年 - 蔡唯志、ラグビーユニオン選手
- 2004年 - 為永幸音[15]、歌手、アイドル（アンジュルム）
- 2004年 - ISSEI、歌手、俳優、タレント（元美 少年）
- 2004年 - 飯塚瑠乃[16]、アーティスト、女優
- 2004年 - 笹原操希、プロ野球選手
- 2004年 - ジョンウォン、アイドル（ENHYPEN）
- 2005年 - 月村有希、元アイドル（元虹のファンタジスタ）
- 2009年 - 坂元愛登、俳優
- 2011年 - 松田芹香、女優、ファッションモデル
- 生年不詳 - 相川遥花、声優
- 生年不詳 - 伊藤麻菜美、声優
- 生年不詳 - 夏元雅人、漫画家、イラストレーター

## 忌日
- 954年（天暦8年1月4日） - 藤原穏子、醍醐天皇の中宮（* 885年）
- 967年（康保3年12月27日） - 小野道風、書家、三蹟の1人（* 894年）
- 1199年（正治元年1月13日） - 源頼朝、鎌倉幕府初代将軍（* 1147年）
- 1200年（正治2年1月23日） - 三浦義澄、鎌倉幕府の御家人（* 1127年）
- 1450年 - アニェス・ソレル、フランス王シャルル7世の愛妾（* 1421年）
- 1588年 - サンタ・クルス侯爵アルバロ・デ・バサン、軍人（* 1526年）
- 1640年 - ムラト4世、オスマン帝国第17代スルタン（* 1612年）
- 1675年 - ヘラルト・ドウ、画家（* 1613年）
- 1685年 - ピエール・ブルドロ（英語版）、医師、解剖学者、自由思想家（* 1610年）
- 1740年 - ヴィンツェント・リューベック、作曲家（* 1654年）
- 1751年 - アンリ・フランソワ・ダゲッソー、フランス大法官（* 1668年）
- 1752年 - フレデリク・ハッセルキスト（英語版）、博物学者、紀行家（* 1722年）
- 1753年 - カール・ホーレマン（英語版）、建築家（* 1700年）
- 1759年 - ルイーズ・アンリエット・ド・ブルボン＝コンティ、オルレアン公ルイ・フィリップ1世の妃（* 1726年）
- 1765年 - エリザベッタ・デ・ガンバリーニ、指揮者、声楽家、オルガニスト、チェンバロ奏者、作曲家（* 1731年）
- 1767年 - ユベール・ドルエ（英語版）、画家（* 1699年）
- 1769年 - ヨハン・ゲオルク・トラウトマン（ドイツ語版）、画家（* 1713年）
- 1777年 - セス・ポメロイ、大陸軍准将（* 1706年）
- 1798年 - アントワーヌ・ド・ファヴレイ、画家（* 1706年）
- 1803年 - ジャン・フランソワ・ド・サン＝ランベール（英語版）、詩人、哲学者、軍人（* 1716年）
- 1805年（文化2年1月10日） - 鍋島治茂、第8代佐賀藩主（* 1745年）
- 1807年 - ジョゼフ＝ブノワ・スヴェ（英語版）、画家（* 1743年）
- 1811年 - ネヴィル・マスケリン、天文学者（* 1732年）
- 1824年 - アンナ・カタリナ・エンメリック、カトリックの修道女（* 1774年）
- 1861年 - フランシス・ダンビー、画家（* 1793年）
- 1873年 - ユーリウス・フュルスト、ユダヤ学者（* 1805年）
- 1874年 - ジュール・ミシュレ、歴史家（* 1798年）
- 1881年 - フョードル・ドストエフスキー、作家（* 1821年）
- 1891年 - ヨハン・ヨンキント、画家（* 1819年）
- 1895年 - 藤堂高猷、第11代津藩主（* 1813年）
- 1900年 - リチャード・トンプソン、第27代アメリカ合衆国海軍長官（* 1809年）
- 1901年 - マックス・フォン・ペッテンコーファー、衛生学者、化学者（* 1818年）
- 1905年 - アドルフ・フォン・メンツェル、画家、版画家（* 1815年）
- 1916年 - 加藤弘之、政治学者（* 1836年）
- 1916年 - 井上貞治郎[17]、実業家、日本初の細軸安全マッチ発明者（* 1853年）
- 1921年 - 村田経芳、銃器設計者（* 1838年）
- 1927年 - チャールズ・ウォルコット、古生物学者（* 1850年）
- 1929年 - ヴァルター・グラマッテ、画家（* 1897年）
- 1932年 - 井上準之助、銀行家、蔵相、日本銀行総裁（* 1869年）
- 1932年 - パウル・ノイマン、競泳選手、1896年アテネオリンピック金メダリスト（* 1875年）
- 1936年 - ジャック・バンヴィル、アクション・フランセーズ指導者
- 1937年 - 金森又一郎、実業家、大阪電気軌道（現・近畿日本鉄道）創業者（* 1873年）
- 1938年 - アクセル・パウルゼン、スケート選手、アクセルジャンプを考案（* 1855年）
- 1941年 - エリザベス・フォン・アーニム、小説家（* 1866年）
- 1942年 - アンナ・クルンプケ、画家（* 1856年）
- 1951年 - 川田龍吉、実業家（* 1856年）
- 1951年 - ネヴィル・ブルワー＝リットン、画家（* 1879年）
- 1951年 - 鷲尾雨工、小説家（* 1892年）
- 1953年 - エリザベート・ソンレル、画家、イラストレーター（* 1874年）
- 1955年 - 安田庄司、新聞記者、実業家、元読売新聞社副社長、元大阪読売新聞社会長、初代日本プロ野球セントラル・リーグ会長（* 1895年）
- 1957年 - ホルティ・ミクローシュ、オーストリア＝ハンガリー帝国の軍人、ハンガリー摂政（* 1868年）
- 1960年 - アレクサンドル・ベノワ、画家、舞台デザイナー（* 1870年）
- 1960年 - エルンスト・フォン・ドホナーニ、作曲家（* 1877年）
- 1963年 - アブドルカリーム・カーシム、政治家、イラク首相（* 1914年）
- 1972年 - ニコライ・クルイロフ、ソ連戦略ロケット軍総司令官（* 1903年）
- 1973年 - 円谷一、円谷プロダクション第2代社長（* 1931年）
- 1976年 - パーシー・フェイス、作曲家、指揮者（* 1908年）
- 1977年 - 安田臣、建築家（* 1911年）
- 1979年 - ガーボル・デーネシュ、物理学者（* 1900年）
- 1981年 - ビル・ヘイリー、ミュージシャン（* 1925年）
- 1982年 - 高橋誠一郎、経済学者（* 1884年）
- 1982年 - ラウリ・ヴィルタネン、陸上選手（* 1904年）
- 1984年 - ユーリ・アンドロポフ、ソ連の指導者（* 1914年）
- 1986年 - 有田喜一、政治家（* 1901年）
- 1987年 - ルイス・ハメット、物理化学者（* 1894年）
- 1987年 - 貝塚茂樹、歴史学者（* 1904年）
- 1988年 - 大野市郎、政治家（* 1910年）
- 1988年 - 尾上清、実業家、元レナウン社長（* 1911年）
- 1989年 - 手塚治虫[18]、漫画家（* 1928年）
- 1993年 - 大来佐武郎、官僚、エコノミスト（* 1914年）
- 1994年 - ハワード・マーティン・テミン、遺伝学者（* 1934年）
- 1995年 - J・ウィリアム・フルブライト、アメリカ合衆国上院議員、フルブライト奨学金創設者（* 1905年）
- 1996年 - アドルフ・ガーランド、ドイツのエース・パイロット（* 1912年）
- 1998年 - 長野泰一、ウィルス学者、元日本ウイルス学会会長（* 1906年）
- 1998年 - 尾崎清太郎、政治家、元東京都東大和市長（* 1924年）
- 1999年 - 久野収、思想家（* 1910年）
- 1999年 - 松下宗之、新聞記者、元朝日新聞社社長（* 1933年）
- 2000年 - 加藤武徳、政治家、元自治大臣・岡山県知事（* 1915年）
- 2000年 - 荒井注、コメディアン、俳優（ザ・ドリフターズ）（* 1928年）
- 2001年 - ハーバート・サイモン、経済学者（* 1916年）
- 2002年 - 池田恒雄、ジャーナリスト、ベースボール・マガジン社創業者（* 1911年）
- 2002年 - 村上正名、教育学者・郷土史家（* 1918年）
- 2002年 - イザベル・ホランド（英語版）、小説家（* 1920年）
- 2002年 - マーガレット、イギリス王女（* 1930年）
- 2003年 - ヴェラ・ラルストン、フィギュアスケート選手、女優（* 1919年）
- 2005年 - 浜田倫三、政治家、元高浜町長（* 1914年）
- 2005年 - 三富恒雄、プロ野球選手（* 1920年）
- 2006年 - イボヤ・チャーク、陸上競技選手、1936年ベルリンオリンピック金メダリスト（* 1915年）
- 2006年 - フィル・ブラウン（英語版）、俳優（* 1916年）
- 2006年 - 藤田元司、プロ野球選手、監督（* 1931年）
- 2007年 - ベネディクト・カイリー、小説家（* 1919年）
- 2007年 - ハンク・バウアー、元プロ野球選手、監督（* 1922年）
- 2007年 - イアン・リチャードソン、俳優（* 1934年）
- 2008年 - ババ・アムテ、ソーシャルワーカー（* 1914年）
- 2008年 - 鈴木保巳、競輪選手（* 1931年）
- 2008年 - ロバート・ドクィ、俳優（* 1934年）
- 2008年 - 鈴原研一郎、漫画家（* 1940年）
- 2009年 - 塩出啓典、政治家、行政書士（* 1933年）
- 2010年 - ウォルター・フレデリック・モリソン（英語版）、発明家（* 1920年）
- 2011年 - 前田優、海上自衛官・第14代海上幕僚長（* 1924年）
- 2012年 - 梶原清、政治家、運輸官僚、元運輸省自動車局長（* 1921年）
- 2012年 - ジョン・ヒック、宗教哲学者、神学者（* 1922年）
- 2012年 - 大平シロー、喜劇役者、芸人、お笑いタレント、放送作家（* 1956年）
- 2013年 - 福田敬子、柔道家（* 1913年）
- 2013年 - 高野悦子、映画運動家（* 1929年）
- 2014年 - 湯地朝雄、文芸評論家（* 1925年）
- 2014年 - 宮脇磊介、警察官僚、皇宮警察本部長、内閣広報官（* 1932年）
- 2014年 - 久保智史、声優（* 1979年）
- 2015年 - 松田九郎、政治家（* 1922年）
- 2015年 - 古川のぼる、教育評論家、元日本家庭教師センター学院長（* 1934年）
- 2015年 - ジョン・ジャーディ、建築家（* 1940年）
- 2015年 - 岩本太郎、実業家、第5代大塚製薬社長（* 1960年）
- 2016年 - 坪井栄孝、医師、元日本医師会会長（* 1929年）
- 2016年 - スシル・コイララ、政治家、元ネパール首相（* 1939年）
- 2016年 - 平田恒雄[19]、プロ野球選手（* 1955年）
- 2017年 - 上原和、美術史家、成城大学名誉教授（* 1924年）
- 2017年 - 佐藤さとる、童話作家（* 1928年）
- 2018年 - 山里勇吉、沖縄民謡歌手（* 1925年）
- 2018年 - ジョン・ギャヴィン、俳優、元駐在メキシコ大使（* 1931年）
- 2018年 - レグ・E・キャシー、俳優（* 1958年）
- 2018年 - ヨハン・ヨハンソン、作曲家、鍵盤楽器奏者（* 1969年）
- 2018年 - リアム・ミラー、サッカー選手（* 1981年）
- 2019年 - 佐藤純彌、映画監督（* 1932年）
- 2019年 - ロナルド・W・ミラー、元アメリカンフットボール選手、実業家、元ウォルト・ディズニー・カンパニーCEO・社長（* 1933年）
- 2019年 - 大濱徹也、歴史学者、筑波大学名誉教授（* 1937年）
- 2020年 - セルゲイ・スロニムスキー、作曲家、ピアニスト、音楽学者（* 1932年）
- 2020年 - 吉田一彦、テノール歌手（元デューク・エイセス）（* 1936年）
- 2020年 - 松本勝也[20]、競艇選手（* 1971年）
- 2021年 - チック・コリア、ジャズピアニスト、ミュージシャン（* 1941年）
- 2021年 - 中村勝弘[21]、実業家、サンワドー（現DCMサンワ）創業者（* 1946年）
- 2022年 - ジョーゼフ・ホロヴィッツ、作曲家、指揮者（* 1926年）
- 2022年 - 東海林隆、実業家、元博報堂社長（* 1933年）
- 2022年 - 七代目春風亭栄枝、落語家（* 1938年）
- 2022年 - ベティ・デイヴィス、シンガーソングライター、モデル（* 1944年）
- 2022年 - イアン・マクドナルド、ロックミュージシャン、音楽プロデューサー（元キング・クリムゾン、フォリナー）（* 1946年）
- 2022年 - とりいかずよし、漫画家（* 1946年）
- 2022年 - アンドレ・ウィルム、俳優（* 1947年）
- 2022年 - ジェレミー・ジアンビ、元プロ野球選手（* 1974年）
- 2023年 - 呉克烈、軍人、政治家、元北朝鮮国防委員会副委員長（* 1930年）
- 2023年 - 原田仁平、物理学者、名古屋大学名誉教授、元日本結晶学会会長（* 1931年）
- 2023年 - ジョルジュ・チャコ、元フィギュアスケート選手（* 1933年）
- 2023年 - 高野之夫、政治家、元東京都豊島区長（* 1937年）
- 2023年 - 杵屋勝国、長唄三味線奏者（* 1945年）
- 2023年 - マルコス・アロンソ・ペーニャ、元サッカー選手、指導者（* 1959年）
- 2023年 - オガタ。、お笑い芸人、（ザ・ギンギンマル）（* 1986年）
- 2024年 - ロベール・バダンテール、法律家、政治家、元フランス法相（* 1928年）
- 2024年 - 大畠襄、整形外科医、元アジアサッカー連盟医事委員、元国際サッカー連盟スポーツ医学委員（* 1930年）
- 2024年 - ダモ鈴木、歌手（元CAN）（* 1950年）
- 2024年 - 山本寿宣、実業家、元東ソー社長（* 1955年）

## 記念日・年中行事
- 初午（ 日本2004年）
- 河豚（フグ）の日（ 日本）
下関ふく連盟が1980年に29（ふく）の語呂合わせで制定。下関では、河豚は「ふく」と発音する[22][23][24][25][26]。
- 服の日（ 日本）
全国服飾学校協会・日本ファッション教育振興協会等が1988年に制定。29（ふく）の語呂合わせに由来[23][24][25][27]。
- 肉の日（ 日本）
日本食肉協議会が制定。肉（29）の語呂合わせ。このほか、毎月29日も肉の日としている[28]。
- 漫画の日（ 日本）
漫画家・手塚治虫の命日にちなみ、漫画本専門古書店「まんだらけ」が制定。
- 風の日（ 日本）
風が吹く（29）に由来。
- Domino’s For Goodデー(国際ピザデー)
世界各国のドミノ・ピザがピザの売り上げの一部をメンタルヘルスなどの支援に充てるチャリティー・デー[29]。